# Goldfield (sigarettenmerk)
Goldfield is een sigarettenmerk dat eigendom is van de Duitse supermarktketen Lidl. In België staat het merk bekend als Goldprince, terwijl het in Slowakije verkocht wordt onder de naam Claridge. Goldfield wordt geproduceerd door diverse tabaksbedrijven, namelijk in Duitsland door Landewyck Tobacco, in Nederland door Tobacco Manufacturing Ootmarsum B.V., in België en Slowakije Austria Tabak en in Hongarije door Johann Wilhelm von Eicken.

## Geschiedenis
Goldfield werd in de jaren 1990 op de markt gebracht als onderdeel van Lidls unieke aanbod aan sigarettenmerken, tezamen met de Templeton- en Claridgesigaretten.
In Lidlfilialen in Duitsland, Nederland, België, Hongarije, Slowakije en Frankrijk werden Goldfieldsigaretten verkocht.

## Producten
- Goldfield Full Flavor (thans genaamd Red)
- Goldfield Fine Flavor (thans genaamd White)
- Goldfield Menthol